# 島田紳助・松本竜介
島田 紳助・松本 竜介（しまだ しんすけ・まつもと りゅうすけ）は、かつて存在した日本の漫才コンビ。昭和の末期に活動した。略称「紳助・竜介」（しんすけ・りゅうすけ）または「紳竜」（しんりゅう）。所属事務所は吉本興業。1980年代前半の漫才ブームを牽引したコンビのひとつ。

## メンバー
詳細は各項目を参照。
- 島田 紳助（しまだ しんすけ、本名：長谷川 公彦〔はせがわ きみひこ〕、1956年3月24日 - ）

ボケ担当。コンビ解散後はタレント、司会者として活動していたが、2011年に自らの不祥事の責任をとって芸能界を引退。
- 松本 竜介（まつもと りゅうすけ、本名：松本 稔〔まつもと みのる〕、1956年4月6日 - 2006年4月1日）

ツッコミ、合いの手担当。紳助に誘われるまでは、吉本の劇場・花月の進行スタッフだった。コンビ解散後は事業家へ転向したものの借金を抱え、晩年は自己破産を申し立てるなど経済的苦境をかかえた。2006年4月1日に脳幹出血のため死去。

## 経歴
島田洋之介・今喜多代の内弟子だった紳助がポストB&Bを狙って竜介を誘い、1976年にコンビを結成。竜介は紳助にとって3番目の相方で、同期の明石家さんまの紹介によるものだった。
紳助は既存の漫才師や、自分たちの芸を徹底的に研究した結果「若い世代にだけ受ける漫才」を目指すことに決め、当時の漫才ではスタンダードとされた背広のスタイルを廃し、リーゼントヘアにつなぎの作業着という当時の不良少年のファッションスタイルで演じる「ツッパリ漫才」を考案。「『落ちこぼれ』の本音の会話」を代弁するスタイルで中高生から圧倒的な支持を得るに至った。放送作家の古川嘉一郎は紳竜漫才の革新性について「漫才は、そもそもAがBを笑うという賢者と愚者のパターンだった。ところが紳竜の漫才は愚者同士。これは大発明というしかない」と絶賛している。
1977年7月15日から5日間の、京都花月の7月中席でデビュー。同年11月4日、コンビ結成4ヶ月で第8回NHK上方漫才コンテストの予選会を通過し、そのまま翌1978年3月4日の決勝まで勝ち残り、優秀敢闘賞を受賞した。1980年4月1日、フジテレビの火曜ワイドスペシャル枠で『THE MANZAI』第1回目がスタート。紳竜も出演し、これ以降全11回に出演している（当番組シリーズでは唯一）。初回の番組視聴率は15.3%を記録した。1981年5月16日、フジテレビ系列で特番として『オレたちひょうきん族』が放送開始（同年10月10日からレギュラー化し、紳竜も引き続き出演する）。1981年には正月三が日の出演本数ランキングで7位（12本、桂三枝と同数）を記録するなど、テレビタレントして人気絶頂に達する。
その一方で、「直球一本の漫才で、やす・きよさんのようにカーブを投げられるわけではなかった」として、芸の限界を感じ始めていた。紳助は「最後の三年間は惰性やった」とも回想している。漫才ブームが一段落した数年後である1985年5月16日午後、大阪の吉本総合芸能学院で記者会見を開き、コンビ解散を発表。紳助は会見で、その数日前に舞台を見たという、当時ほとんど無名だったダウンタウンの名を挙げてその芸をたたえ、「俺らの時代は終わった」と語った。5月20日のなんば花月の舞台が最後となった。紳助・竜介の解散は、1970年代末から起きた漫才ブームの終焉を決定付ける出来事であった。
紳助によれば、2006年に2人が50歳になったときの記念として一度限りの復活漫才が企画され、往年のつなぎの衣装も準備されていたものの、同年の竜介の急死により幻となった。

### 受賞歴
- 1978年 第8回NHK上方漫才コンテスト 優秀敢闘賞
- 1980年 第9回上方お笑い大賞 銀賞
- 1980年 第15回上方漫才大賞 新人賞
- 1981年 第1回花王名人大賞 新人賞
- 1981年 第18回ゴールデン・アロー賞 芸能新人賞

## 出演
ピンでの出演は各項目を参照。

### テレビバラエティ
レギュラー
- ナイトパンチ（関西テレビ）
- ヤングプラザ（1978年 - 1986年、朝日放送/関西ローカル） -  キダ・タロー（1978年 - 1980年）に代わり、1980年から司会を担当。
- 誰がカバやねんロックンロールショー（1979年 - 1980年、関西テレビ）
- 笑ってる場合ですよ!（1980年 - 1982年、フジテレビ）
- THE MANZAI（1980年 - 1982年、フジテレビ）
- オレたちひょうきん族（1981年 - 1989年、フジテレビ）※コンビとしては1981年 - 1985年ごろ。
- 紳竜のコケてたまるか（1981年、テレビ東京）
- 紳竜・さんまのスクープ一直線（1983年、関西テレビ）
- 花王名人劇場（関西テレビ）
- お笑いネットワーク（読売テレビ）

特番
- 東西若手漫才競演（1978年3月21日、NHK総合）
- 輝け!!“特別生放送”笑いは日本を救う!?（1980年12月31日、日本テレビ）
- ナマ放送で大爆笑!激突!!全日本漫才グランプリ（1981年1月1日、日本テレビ）
- 日曜ビッグスペシャル '81漫才ベストテン（1981年12月27日、テレビ東京）
- 輝け!!特別生放送・'81マンザイオールスター 大晦日も笑っちゃえ!!（1981年12月31日、日本テレビ）
- 大爆笑!!年忘れ!お笑いグランプリ（1982年12月31日、TBSテレビ）

### テレビドラマ
- 恋のかけら－大阪物語－（1980年3月9日、関西テレビ）
- 影の軍団II 第22話「甲賀忍法・必殺の賭け」（1982年3月2日、関西テレビ） - 雲助 役
- 幕末青春グラフィティ 坂本竜馬（1982年11月16日、日本テレビ） - 沢村惣之丞(紳助)、鮎川誠一(竜介) 役
- おまかせください（1982年10月 - 1983年3月、フジテレビ） - 犬山紳助、猿川竜助 役
- 人形劇 三国志（1982年10月 - 1984年3月、NHK） - 紳々、竜々(共に声) 役 / 語り部

### テレビCM
- ホテル 新東洋（1979年/関西ローカル）
- 三益建設（1979年/関西ローカル）
- リコー クォーツ（1980年）
- 日清食品 日清焼そば
- 大塚食品 ボンピラフ・ボングラタン（ボンカレーの姉妹品で司葉子も出演。）（1981年）
- 黒龍堂 アクネトリオ
- 小林製薬 ブルーレット
- 花王 キスカ蚊取りマット
- 政府広報 あきかんリサイクル推進
- りょうゆうニューキリンカップ　ミルクセーキ（九州ローカル）

### ラジオ
- 東西お笑い劇場　跳べ若手の会（1979年7月16日、ABCラジオ） - あべのアポロホールにおける公開録音イベント。紳竜のほか、ジョージ・シロー、オール阪神・巨人、のりお・よしお、青芝金太・紋太が出演。
- ポップ対歌謡曲（ABCラジオ）
- サウンズ・ウィズ・コーク（ABCラジオ）
- MBSヤングタウン（MBSラジオ）
- JAM JAM OSAKA（ラジオ大阪）
- 8時だがっぽり!ザ・マンザイクイズ（文化放送）
- 紳・竜の落ちこぼれ受験講座東大一直線（文化放送）

### 映画
- ガキ帝国（井筒和幸監督、1981年）
- じゃりン子チエ 劇場版（1981年）

### ライブ
新手漫才を楽しむ会 漫才なんかやめたるわい! ホナ誰が笑わせてくれんねん!
- 1978年12月4日 阪急ファイブ・オレンジルーム
- 共演：松みのる・杉ゆたか

当時の入場料は500円だった。
新手漫才を楽しむ会 漫才なんかやめたるわい! 2回目じゃ
- 1979年4月15日 阪急ファイブ・オレンジルーム

さんま・紳竜マジカルミステリーツアー 拍手を求めて三千里
- 1979年10月8日 大阪サンケイホール
- 共演：明石家さんま

東西お笑い劇場　跳べ若手の会PART2
- 1980年1月9日 あべのアポロホール
- 共演：松みのる・杉ゆたか、浮世亭ジョージ・ケンジ、オール阪神・巨人、のりお・よしお、青芝金太・紋太、ザ・ぼんち

## ディスコグラフィー

### DVD・VHS
- お笑いネットワーク発 漫才の殿堂（1996年3月21日発売）VHS版
- お笑いネットワーク発 漫才の殿堂（2003年6月18日発売）
- 紳竜の研究（2007年5月30日発売）

### 書籍
- 紳助・竜介のツッパリ魔：反抗の悪知恵（1981年5月 ワニブックス ISBN 978-4-584-20021-6）